# Prorates frommeri
Prorates frommeri är en tvåvingeart som beskrevs av Hall 1972. Prorates frommeri ingår i släktet Prorates och familjen fönsterflugor.
Artens utbredningsområde är Kalifornien. Inga underarter finns listade i Catalogue of Life.